# Gurghiu
Gurghiu – wieś w Rumunii, w okręgu Marusza, w gminie Gurghiu. W 2011 roku liczyła 1992 mieszkańców.